# Polarbröd
Polarbröd AB er en svensk familieejet bagerikoncern i Norrland. Selskabet blev etableret i 1972 og er i dag Sveriges tredjestørste producent af brød, med ca. 400 ansatte. De har tre bagerier i henholdsvis Älvsbyn, Bredbyn og Omne. Deres årsomsætning er på over 1 mia. svenske kroner.